# Boissières (Gard)
Boissières é uma comuna francesa na região administrativa de Occitânia, no departamento de Gard. Estende-se por uma área de 3,33 km². Em 2010 a comuna tinha 586 habitantes (densidade: 176 hab./km²).